# Primum vivere deinde philosophari
Primum vivere deinde philosophare (embora a vírgula não seja usada, leia-se separado: Primum vivere, deinde philosophare), é uma citação latina que significa "primeiro viver, depois filosofar".
Convida a levar uma existência ativa antes de se dedicar à reflexão especulativa; também alerta contra quem se dedica a teorizar sem ter os pés no chão. A frase é geralmente atribuída a Hobbes, embora pareça ter sido usada antes. Pelo menos uma expressão semelhante (oposta) já é usada em Dom Quixote, no “Diálogo entre Babieca y Rocinante”: o corcel de Cid Campeador diz: - Metafísico estáis. —Es que no como, responde o cavalo magrelo de Dom Quixote, Rocinante. O ditado também é semelhante: Primeiro a obrigação, depois a devoção.
Existem formulações alternativas do tópico: Primum manducare, deinde philosophari, ou Primum panem, deinde philosophari.
Embora a primeira parte do tópico mude de forma, sendo a mais comum " panem, manducare, vivere ", a segunda parte gramaticalmente não pode mudar: philosophari não pode ser substituída por philosophare, pois, por razões gramaticais, o infinitivo passivo tem valor ativo já que "filósofo" é um verbo depoente.